# 출세작전
"출세작전"은 한국에서 제작된 이민욱 감독의 1974년 영화이다. 김희갑 등이 주연으로 출연하였고 김태수 등이 제작에 참여하였다.

## 출연

### 주연
- 김희갑
- 배삼룡
- 장욱제